# Samsung Capital
Samsung Capital là một công ty tài chính của Hàn Quốc, thành lập vào năm 1999 với trụ sở chính được đặt tại Seoul. Đây là đơn vị dịch vụ tài chính của tập đoàn Samsung. Công ty này chịu trách nhiệm với hơn 50% doanh thu của Samsung Electronics.